# Chinguetti
Chinguetti — це метеорит, відомий тим, що його походження приписували великій «горі заліза» в Африці, існування якої так і не було підтверджено.
Існування гігантського кам'яно-залізного мезосидерита приблизно за 45 кілометрів від міста Шинґетті в Мавританії, в пустелі Сахара, було загадкою ще з 1916 року, коли капітан Ґастон Ріпер, французький консульський чиновник, заявив про те, що він знайшов «гігантську залізну гору висотою у 40 м та довжиною у 100 м».
Ріпер розповів, що після 12-годинної подорожі верхи на верблюдах у південно-східному напрямку від Шинґетті, його із зав'язаними очима вів місцевий ватажок до природного родовища заліза.
Там, куди його привели, він вибрав та забрав із собою шматок породи, якого через кілька років і привіз із собою до Парижа, де геолог Альфред Лакруа оголосив його важливим відкриттям. Однак, незважаючи на зусилля декількох експедицій, які з того часу відправлялися на пошуки «залізної гори», гаданий гігантський метеорит так і не був знайдений вдруге.
У 1934 році Ріпер написав до професора Теодора Моно:

| «Я знаю, загальна думка така, що ота скеля не існує; що дехто вважає, що я всього лиш звичайний самозванець, який підібрав металевий екземпляр. Що для інших я — недотепа, який помилково сприйняв оголення пісковика за гігантський метеорит. Я не робитиму нічого для того, аби виправдатися перед ними, я знаю лише те, що я бачив.» Оригінальний текст (англ.) «I know that the general opinion is that the stone does not exist; that to some, I am purely and simply an impostor who picked up a metallic specimen. That to others, I am a simpleton who mistook a sandstone outcrop for an enormous meteorite. I shall do nothing to disabuse them, I know only what I saw.» |
Незважаючи на тривалі, багаторічні пошуки, у 1989 році Моно зробив висновок, що Ріпер все-таки помилився. Він написав:

| «Була зроблена помилка при ідентифікації породи 40-метрової гори, яка є виключно осадовою і не містить жодного сліду металів.» Оригінальний текст (англ.) «An error was made in the identification of the rock of a 40-metre hill that is entirely sedimentary with no trace of metal.» |
У 1980 році колишній офіцер повітряних сил Франції Жак Ґалведек виконував аеророзвідку для водного управління Мавританії, коли він помітив дивну формацію у формі півкола на поверхні, у південно-східному напрямку від Шинґетті. Він відправив деталі щодо цієї знахідки Теодорові Моно, однак професор не спромігся визначити місце її розташування.
У 2000 році команда дослідників із США заявила, що знайшла вказане місце і визначила, що це — всього лиш велика природна гематитова формація. Фрагменти метеорита, виявлені поблизу, не мали ніякого стосунку до цього геологічного утворення. Урешті-решт, уламок метеорита Chinguetti, що перебував у Парижі, був досліджений повторно, після чого вчені зробили висновок, що метеорит, з якого цей екземпляр походить, у радіусі не міг мати більше, ніж 80 см.